# Ruili
Ruili léase Ruí-Li  (en chino: 瑞丽市, Pinyin:Ruìlì Shì) es una ciudad-municipio bajo la administración de la prefectura autónoma de Dehong en la provincia de Yunnan, República Popular China. Su área es de 1020 km² y su población de 145 mil.
Se trata de un importante cruce fronterizo entre China y Birmania, con  Muse situada al otro lado de la frontera.

## Nombre
El nombre más antiguo de Ruili es Měngmǎo (勐 卯); ruì significa "afortunado", y lì significa "hermoso".

## Geografía
Ruili está en la frontera con Myanmar. El 64% de la población de Ruili son miembros de cinco grupos étnicos: Dai, Jingpo, Deang, Lisu y Achang. Es un lugar importante para el comercio con Birmania, tanto de productos legales e ilegales . La prostitución y el comercio de drogas en la ciudad tampoco son extraños.
| Parámetros climáticos promedio de Ruilí (1971−2000) | Parámetros climáticos promedio de Ruilí (1971−2000) | Parámetros climáticos promedio de Ruilí (1971−2000) | Parámetros climáticos promedio de Ruilí (1971−2000) | Parámetros climáticos promedio de Ruilí (1971−2000) | Parámetros climáticos promedio de Ruilí (1971−2000) | Parámetros climáticos promedio de Ruilí (1971−2000) | Parámetros climáticos promedio de Ruilí (1971−2000) | Parámetros climáticos promedio de Ruilí (1971−2000) | Parámetros climáticos promedio de Ruilí (1971−2000) | Parámetros climáticos promedio de Ruilí (1971−2000) | Parámetros climáticos promedio de Ruilí (1971−2000) | Parámetros climáticos promedio de Ruilí (1971−2000) | Parámetros climáticos promedio de Ruilí (1971−2000) |
| Mes                                                 | Ene.                                                | Feb.                                                | Mar.                                                | Abr.                                                | May.                                                | Jun.                                                | Jul.                                                | Ago.                                                | Sep.                                                | Oct.                                                | Nov.                                                | Dic.                                                | Anual                                               |
| --------------------------------------------------- | --------------------------------------------------- | --------------------------------------------------- | --------------------------------------------------- | --------------------------------------------------- | --------------------------------------------------- | --------------------------------------------------- | --------------------------------------------------- | --------------------------------------------------- | --------------------------------------------------- | --------------------------------------------------- | --------------------------------------------------- | --------------------------------------------------- | --------------------------------------------------- |
| Temp. máx. media (°C)                               | 22.8                                                | 25.0                                                | 28.7                                                | 30.7                                                | 30.4                                                | 29.3                                                | 28.3                                                | 28.8                                                | 29.1                                                | 28.2                                                | 25.3                                                | 22.7                                                | 27.4                                                |
| Temp. mín. media (°C)                               | 6.9                                                 | 8.6                                                 | 11.9                                                | 16.0                                                | 19.4                                                | 21.8                                                | 21.8                                                | 21.7                                                | 20.8                                                | 18.2                                                | 13.6                                                | 9.1                                                 | 15.8                                                |
| Lluvias (mm)                                        | 8.8                                                 | 19.4                                                | 22.5                                                | 53.6                                                | 149.1                                               | 268.4                                               | 323.4                                               | 257.5                                               | 166.9                                               | 109.1                                               | 63.5                                                | 11.8                                                | 1454.0                                              |
| Días de lluvias (≥ 0.1 mm)                          | 2.7                                                 | 4.4                                                 | 5.6                                                 | 11.1                                                | 18.2                                                | 24.9                                                | 27.4                                                | 24.4                                                | 18.8                                                | 13.5                                                | 8.4                                                 | 3.6                                                 | 163.0                                               |
| Fuente: Weather China                               |                                                     |                                                     |                                                     |                                                     |                                                     |                                                     |                                                     |                                                     |                                                     |                                                     |                                                     |                                                     |                                                     |

## Parques industriales
- Wanding, Zona Fronteriza de Cooperación Económica

Wanding Zona fronteriza de Cooperación Económica (WTBECZ). Es un Estado de China, aprobado por el Consejo del Parque Industrial con sede en Wanding, fue fundado en 1992 y se estableció para promover el comercio entre China y Birmania. El desarrollo de esta zona depende del comercio, la agricultura y el turismo.
- Ruili, Zona Fronteriza de Cooperación Económica

Ruili Zona fronteriza de Cooperación Económica (RLBECZ). Es un Consejo de Estado aprobado por el gobierno con sede en la ciudad de Ruili, fundado en 1992 y se estableció para promover el comercio entre China y Birmania. El área de importación y de exportación incluyen, la agricultura y los recursos biológicos. Gracias a esto el comercio entre ambos países está creciendo rápidamente. Birmania es uno de los más grandes socios comerciales de Yunnan. En 1999, el comercio con Birmania representó el 77,4% del comercio exterior de Yunnan. En el mismo año, las exportaciones de equipos mecánicos llegaron a 55,28 millones de dólares. Las principales exportaciones incluyen: hilo de algodón, cera, equipos mecánicos, frutas, arroz y tabaco.